# 분노 조절
분노 조절(憤怒調節, 영어: anger management)은 인간의 분노 예방 및 통제를 위한 정신적인 스트레스 및 질병의 관리 또는 치료 프로그램이다. 그것은 분노를 성공적으로 전개 조절하는 것으로 표현되었다.

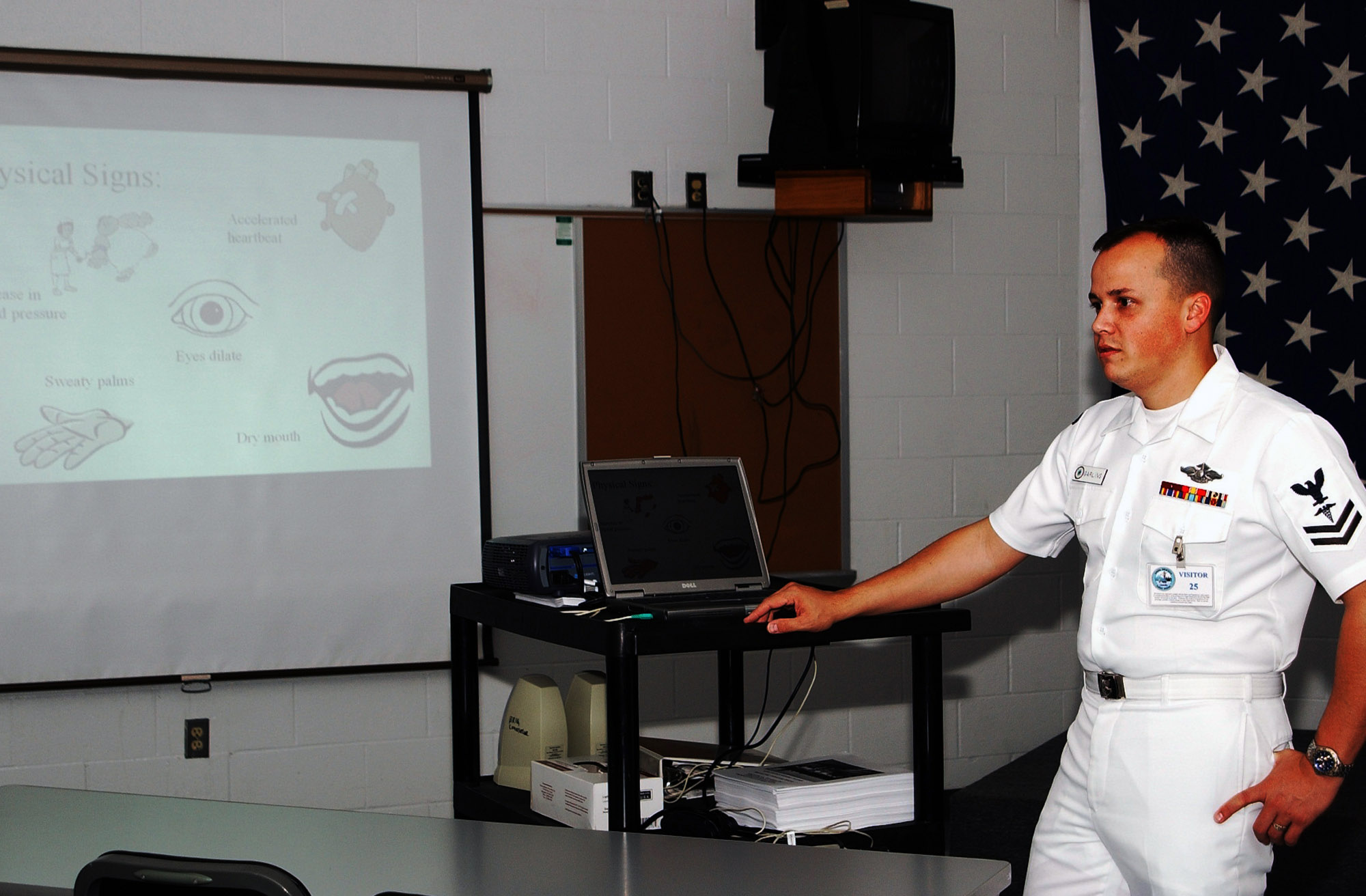
분노 조절 코스에 대한 사진 (An anger management course).

## 개요
분노는 자주 좌절감을 느끼거나 중요한 것으로 느껴지는 것을 차단하거나 방해를 받는다. 분노는 또한 근본적인 공포나 취약성이나 무력감에 대한 방어적인 반응일 수 있다. 분노 관리 프로그램은 분노가 논리적으로 분석될 수 있는 적절한 이유에 의해 야기되는 동기라고 생각한다.

## 역사
분노의 부정적인 영향은 역사를 통해 관찰되었다. 겉으로 보기에는 통제할 수 없는 분노에 대항하는 충고는 고대 철학자, 지성인 및 현대 심리학자들에 의해 제공되었다. 예를 들어 드라스 (de Ira)에서는 Seneca the Younger (기원전 4 ~ 65년)는 분노하는 경향이 있는 사람들에 대한 분노를 자극하지 않고 대립 상황에 대한 선제적 보호와 관점을 취하도록 권고했다. 다른 철학자들은 분노 감소를 돕기 위해 멘토 (mentor)를 찾길 권고하면서, 갈렌 (Galen)과 함께 세네카 (Seneca)를 반향했다. 중세 시대에 신들은 분노로 인한 분쟁의 중재자이자 중재자였다.  지방 통치자들의 분노에 서 일반 사람들을 위한 중보기도의 예는 석가모니나 예수 그리스도 등의 글과 경전에 풍부한 예제를 볼 수 있다. 그밖에 아시시 (Assisi)의 성 프란시스 (St. Francis)와 구 비오 (Gubbio)의 상징적 인 늑대의 이야기는 유명한 분노의 통제의 예제이다.

## 상세
| “ | 누구든지 화를 낼 수는 있지만 쉬운 일이 아닙니다. 올바른 사람, 올바른 시간, 올바른 목적, 올바른 방법으로 화를 내는 것은 쉽지 않습니다. | ” |
|   | — 아리스토텔레스 |   |

- 분노 관리의 이상적인 목표는 문제를 유발하지 않도록 분노를 조절하고 조절하는 것이다.
- 분노는 반응을 느끼는 사람을 부르는 적극적인 감정이다. 동기 부여 및 선동자 모두 자기 통제를 유지하기 위해 대인 관계 및 사회적 기술이 부족하기 때문에 사람들이 분노 문제에 빠진다.
- 자신의 필요에 반응하기보다는 원치 않는 것과 불쾌한 것으로 분노에 대처한다.
- 눈에서 보이는 것을 피하거나, 용서하는 것은 분노를 없애기위한 도구이다.
- 충분한 수면, 운동 및 좋은 식단은 분노를 예방하는 데 도움을 줄 수 있다.
- 분노를 관리하는 데 어려움을 겪고있는 사람을 다루는 전문가는 작업 치료사, 정신 건강 상담원, 마약 및 알코올 상담가, 사회 복지사, 심리학자 및 정신과 의사를 포함한다

## 같이 보기
- 화
- 분노의 5단계
- 힐링
- 명상
- 화병
- 상담